# Epaphrodita musarum
Epaphrodita musarum är en bönsyrseart som beskrevs av Palisot De Beauvois 1805. Epaphrodita musarum ingår i släktet Epaphrodita och familjen Hymenopodidae. Inga underarter finns listade i Catalogue of Life.